# جیمی گالاگر
جیمی گالاگر (انگلیسی: Jimmy Gallagher؛ ۷ ژوئن ۱۹۰۱ – ۷ اکتبر ۱۹۷۱) یک بازیکن فوتبال اهل ایالات متحده آمریکا بود.
وی همچنین در تیم ملی فوتبال ایالات متحده آمریکا بازی کرده‌است.